# السليمنات (حوزية)
السليمنات هي إحدى مشيخات المملكة المغربية، تتبع جغرافيا لإقليم الجديدة وإداريًا لحوزية. يقدر عدد سكانها بـ 2848 نسمة حسب الإحصاء الرسمي للسكان والسكنى لسنة 2004.